# Preserje, Nova Gorica
Preserje este o localitate din comuna Nova Gorica, Slovenia, cu o populație de 457 de locuitori.